# سلسلة جبال بيترروت
سلسلة جبال بيترروت هي سلسلة جبال وسلسلة فرعية من جبال روكي التي تمتد على طول حدود مونتانا وأيداهو في شمال غرب الولايات المتحدة. يمتد النطاق على مساحة 24،223 ميل مربع (62،740 كم2) وقد سُمي على اسم زهرة المر (Lewisia rediviva)، وهي زهرة وردية صغيرة تمثل زهرة ولاية مونتانا.

## التاريخ
في عام 1805 عبر فيلق الاستكشاف، بقيادة ميريويذر لويس وويليام كلارك وبمساعدة ساكاجاويا من قبيلة شوشون، سلسلة جبال بيترروت عدة مرات. عبر ميريويذر لويس الجبال لأول مرة عند ممر ليمهي في 12 أغسطس، ثم عاد عبر الممر للقاء وليام كلارك. عبرت البعثة بأكملها بعد ذلك الممر إلى وادي نهر سالمون، وفي الشهر التالي دخلت وادي بيترروت من الجنوب عبر ممر لوست تريل أو ممر الرئيس جوزيف. ثم عبرت ممر لولو إلى الغرب. تم عبور الجبال بواسطة شيكاغو وميلووكي وسانت بول وسكك حديد المحيط الهادئ ("طريق ميلووكي").

## النطاقات
وفقًا للمجلس الأمريكي للأسماء الجغرافية، يمتد نطاق سلسلة جبال بيترروت من بحيرة بند أوريل (بالقرب من ساندبوينت (أيداهو)) إلى ممر مونيدا. يُعتقد أحيانًا أنه يمتد شرق ممر مونيدا ليشمل جبال سينتينيال.

## التاريخ المبكر
شكلت جبال بيترروت عقبة هائلة غير متوقعة أمام لويس وكلارك أثناء رحلتهما باتجاه الغرب، وأنهت توقعاتهما بالعثور على "الممر الشمالي الغربي" الذي يوفر اتصالاً سهلاً من مستجمع مياه المحيط الأطلسي إلى المحيط الهادئ.

## الثقافة الشعبية
تم عرض سلسلة جبال بيترروت في رواية التاريخ البديل لعام 2004 بإسم "يموت النار"، بقلم إس إم. ستيرلينغ.

## روابط خارجية
- Perspective aerial image of the Bitterroot Range and the Bitterroot Valley